# Oberleitungsrosette

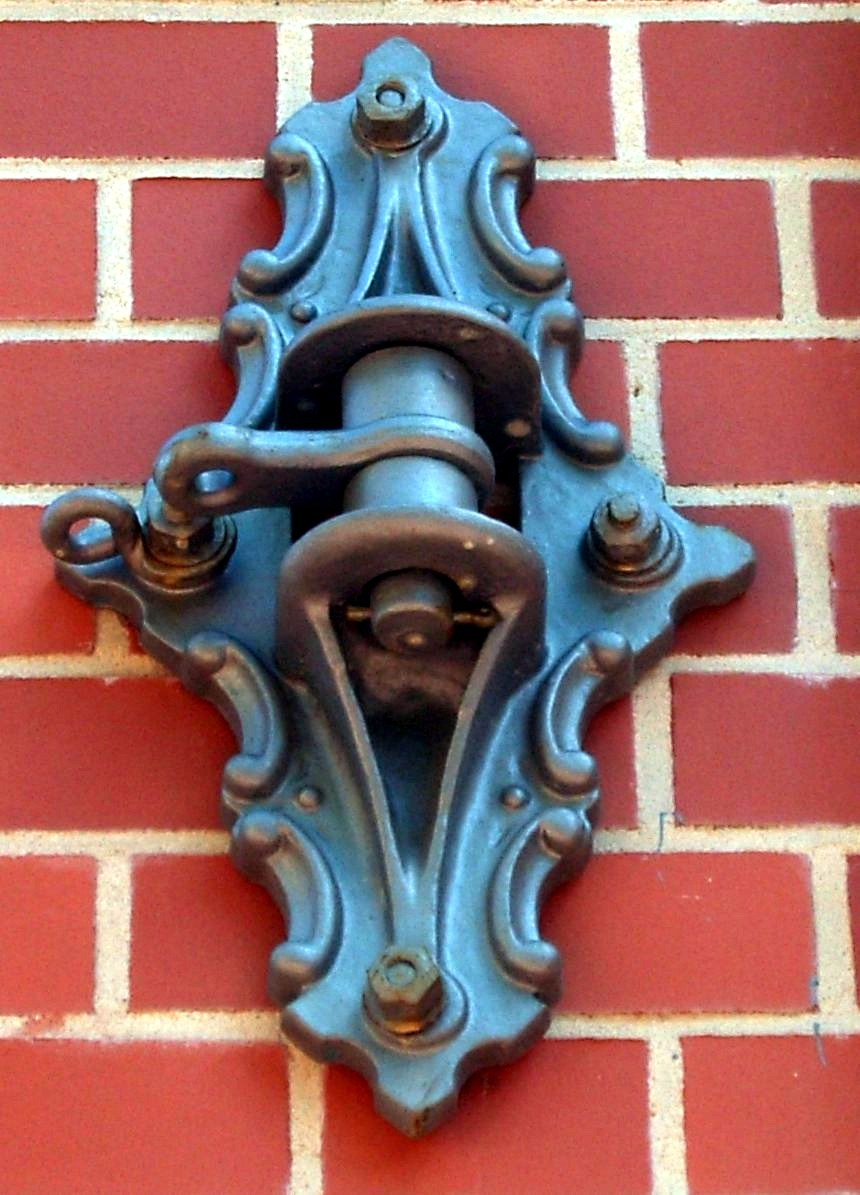
Oberleitungsrosette der Straßenbahn Hamburg

Eine Oberleitungsrosette – auch Hausrosette, Wandrosette, Wandanker, Wandeisen, Oberleitungshaken oder in Österreich Mauerrosette genannt – ist eine spezielle Form der Fahrdrahtaufhängung bei Straßenbahnen und Oberleitungsbussen, seltener auch bei Eisenbahnen. Die meist aus Gusseisen hergestellten Rosetten dienen der Verankerung beziehungsweise Abspannung der Oberleitung an den Gebäuden der durchfahrenen Straßenzüge. Sie werden immer dann angewendet, wenn aus räumlichen (beispielsweise enge Straßen) oder ästhetischen Gründen keine Oberleitungsmasten aufgestellt werden können. Auch die Kosten spielen eine Rolle: Rosetten sind beim Bau deutlich günstiger als Masten.

## Prinzip
Funktional besteht eine solche Rosette aus einer Grundplatte, die durch – meist vier – randnahe Rundlöcher an die Gebäudewand geschraubt wird, und zwei angegossenen Lagerböcken, die einen senkrechten Bolzen aufnehmen. Dieser hält in der Regel eine drehbare Trommel mit mehreren radialen Bohrungen, in die die Gabeln für die Aufnahme der Abspannseile eingeschraubt werden, hält oben durch einen Kopf und wird unten durch einen Splint gesichert. Insbesondere in Hamburg verwendete man statt der Trommeln ebenfalls drehbare Metallzungen (siehe Bild).
Vier Schrauben bieten – gegenüber mindestens drei geometrisch erforderlichen – eine gewisse Redundanz gegen Bruch von Schrauben oder Platte und einen größeren Mindesthebel der Anpressfläche. Heute werden Abspannungsverankerungen hingegen servicefreundlicher meist durch zwei nahe nebeneinander gesetzte Ringschrauben aus rostfreiem Stahl und einer kurzen Aufgabelung der Abspannung gelöst, mit drei Verbindungen durch Schäkel.

## Geschichte
Ende des 19. Jahrhunderts begann das Zeitalter der elektrischen Straßenbahn, als erste elektrifizierte Strecke gilt die 1881 eröffnete Elektrische Straßenbahn Lichterfelde–Kadettenanstalt in Berlin. In rascher Folge wurden weitere Betriebe elektrifiziert, jedoch wurden die optischen Auswirkungen der Oberleitungen damals häufig noch als störend und unästhetisch empfunden. Um dies zu kompensieren, wurden die Befestigungen in den Anfangsjahren der „Elektrischen“ besonders kunstvoll ausgeführt. Dies gilt speziell für den Zeitraum rund um die Jahrhundertwende. Deswegen sind besonders kunstvoll ausgeführte Oberleitungsrosetten typischerweise häufig an im Jugendstil erbauten Gebäuden zu finden.
Bei der Formgebung der Aufhängungen bediente man sich dabei der Gestaltungselemente aus der Ornamentik beziehungsweise der Rosettenkunst in der Architektur. Diese Anleihen waren es schließlich auch, die den Oberleitungsrosetten zu ihrer Bezeichnung verhalfen. In späteren Jahren wurden die Oberleitungsrosetten jedoch zunehmend schlichter ausgeführt und im Laufe der Jahre von einfachen Wandhaken ohne jede Verzierung abgelöst (nicht zu verwechseln mit den ähnlich aussehenden Wandhaken zur Befestigung der Straßenbeleuchtung). Im Vergleich zu den einfachen Haken der Straßenbeleuchtung sind Oberleitungsrosetten deutlich massiver ausgeführt, sie müssen auch die durch den Federdruck des Stromabnehmers verursachten Schwingungen der Oberleitung aushalten können.
Auch wenn die Rosetten technisch gleich waren, weisen sie im ornamentalen Detail erkennbare Unterschiede auf. So gibt es beispielsweise in Hamburg fünf unterschiedliche Formen analog zu den damaligen Straßenbahngesellschaften und deren unterschiedlichen Partner bei der Elektrifizierung.
Seltener sind beziehungsweise waren Oberleitungsrosetten auch bei Eisenbahnen zu finden, in der Regel ist dies bei elektrisch betriebenen Kleinbahnen beziehungsweise Lokalbahnen der Fall, sofern diese auch durch bebaute Straßenzüge fahren oder fuhren. Beispiele für solche Fälle sind die Strausberger Eisenbahn, die frühere Schmalspurbahn Klingenthal–Sachsenberg-Georgenthal oder die ebenfalls stillgelegte Industriebahn Münster–Cannstatt. In Österreich kann man diese auch entlang der Strecke der eingestellten Localbahn Innsbruck–Hall in Tirol und der Stubaitalbahn finden.
Bei der Straßenbahn Lemberg in der Ukraine waren die einzelnen Rosetten früher durchnummeriert, um sie besser lokalisieren zu können.

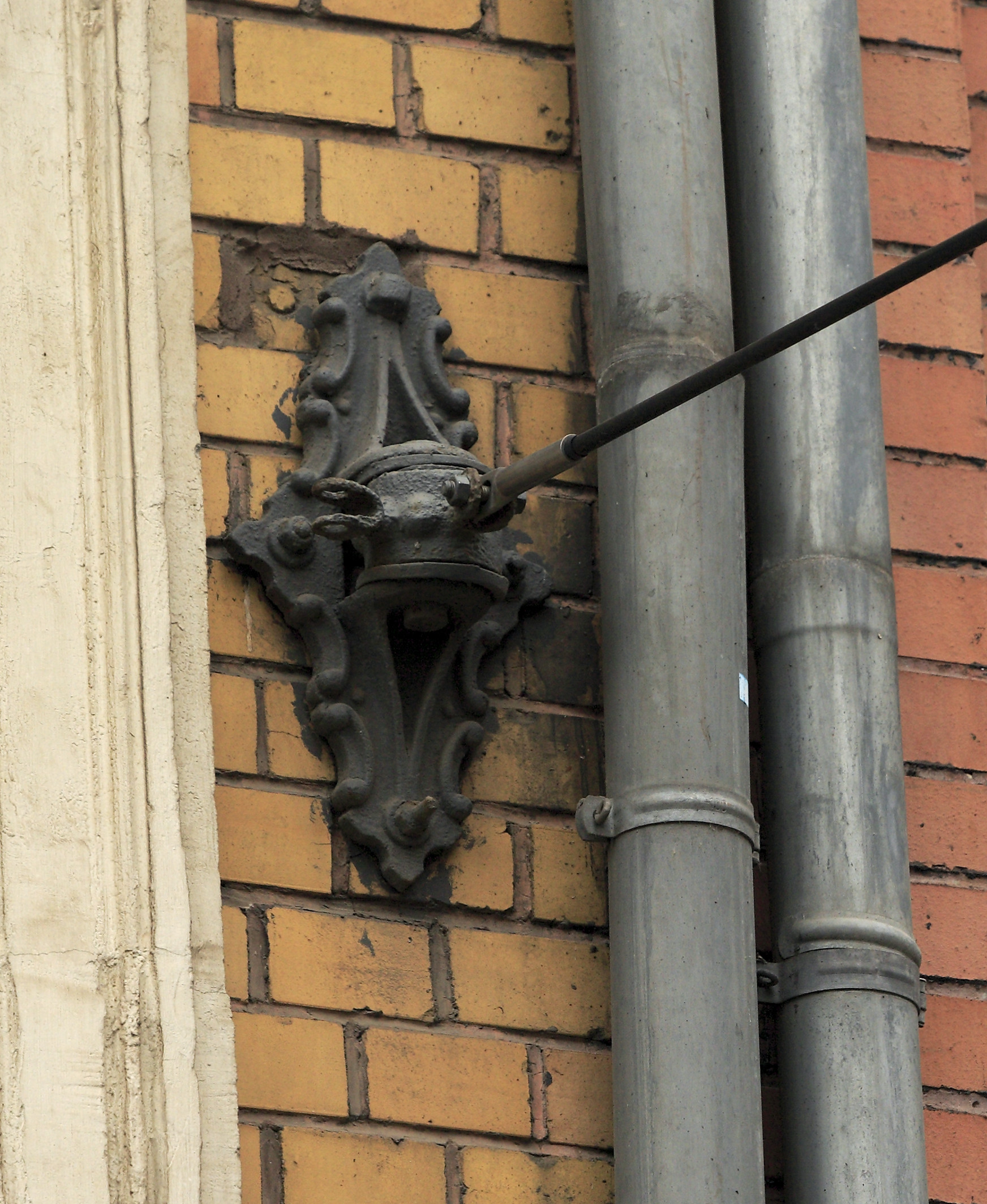
Fahrleitungsrosette in Erfurt
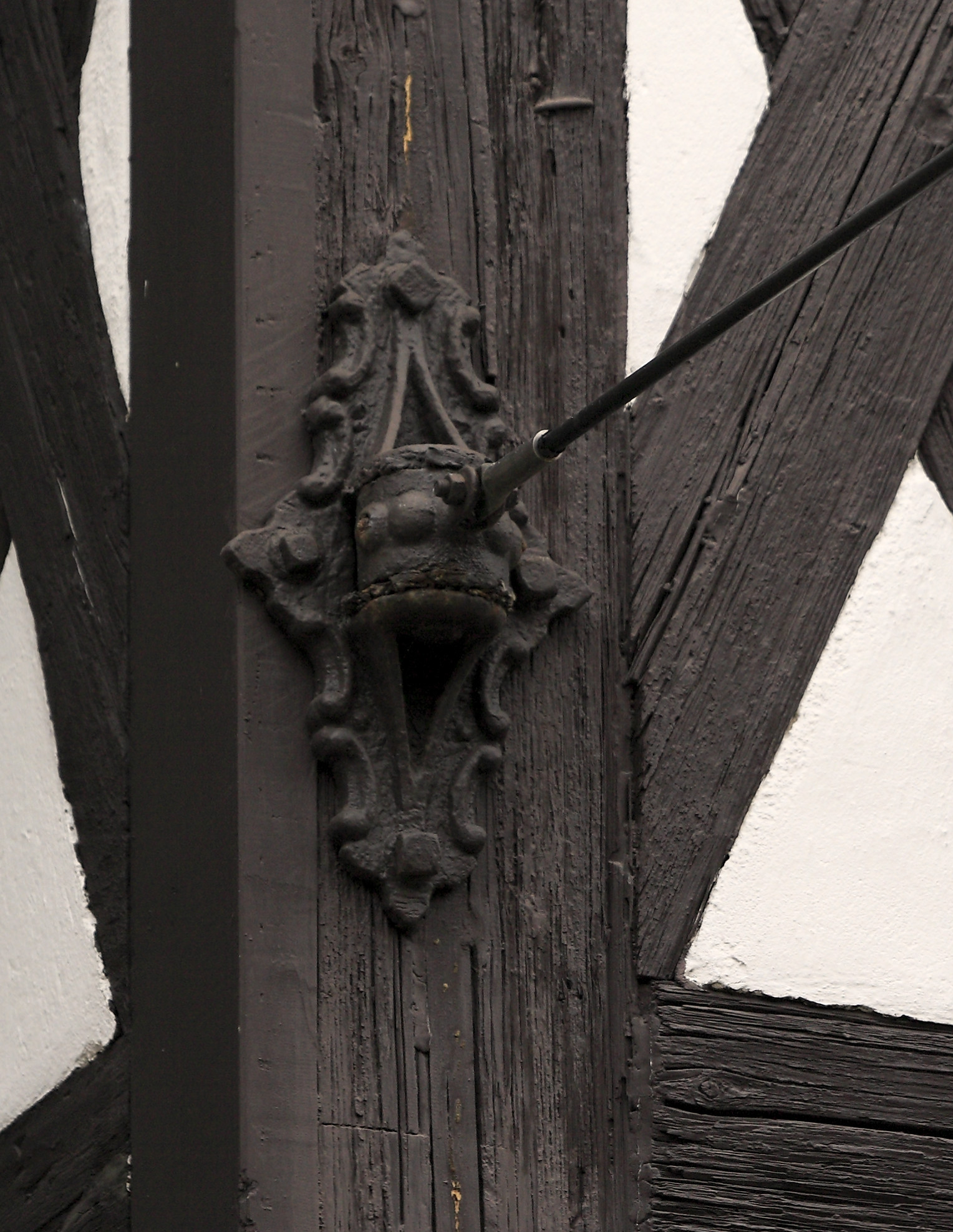
Fahrleitungsrosette an einem Fachwerkbau
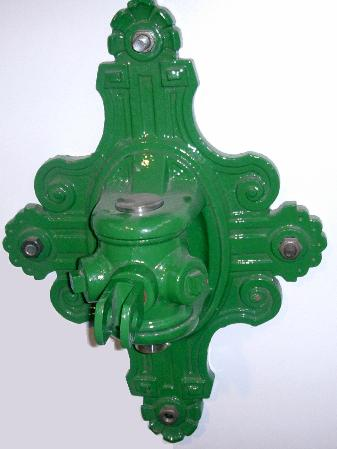
Konservierte Rosette der Straßenbahn Graz
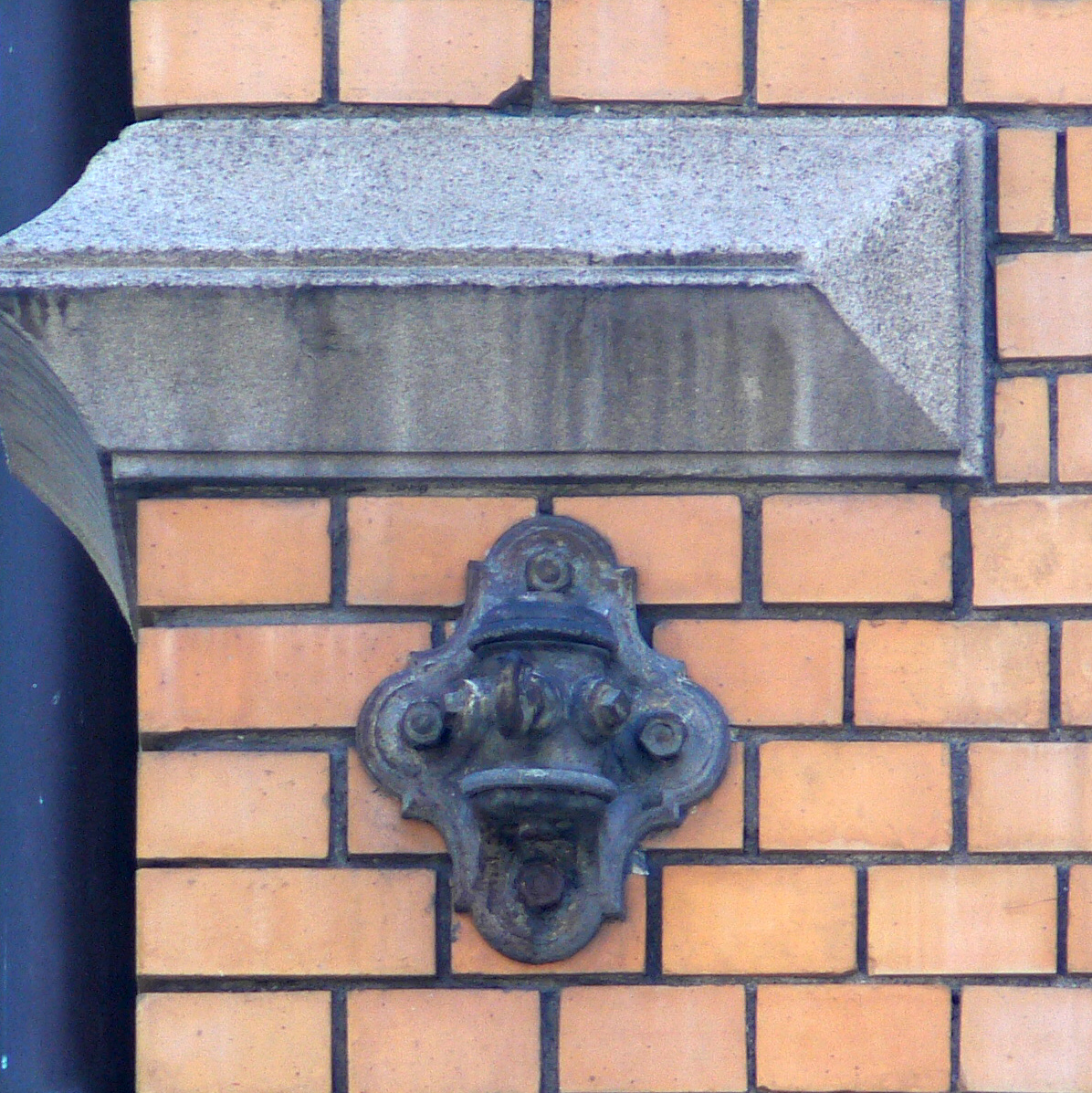
Rosette der Straßenbahn Ravensburg–Baienfurt
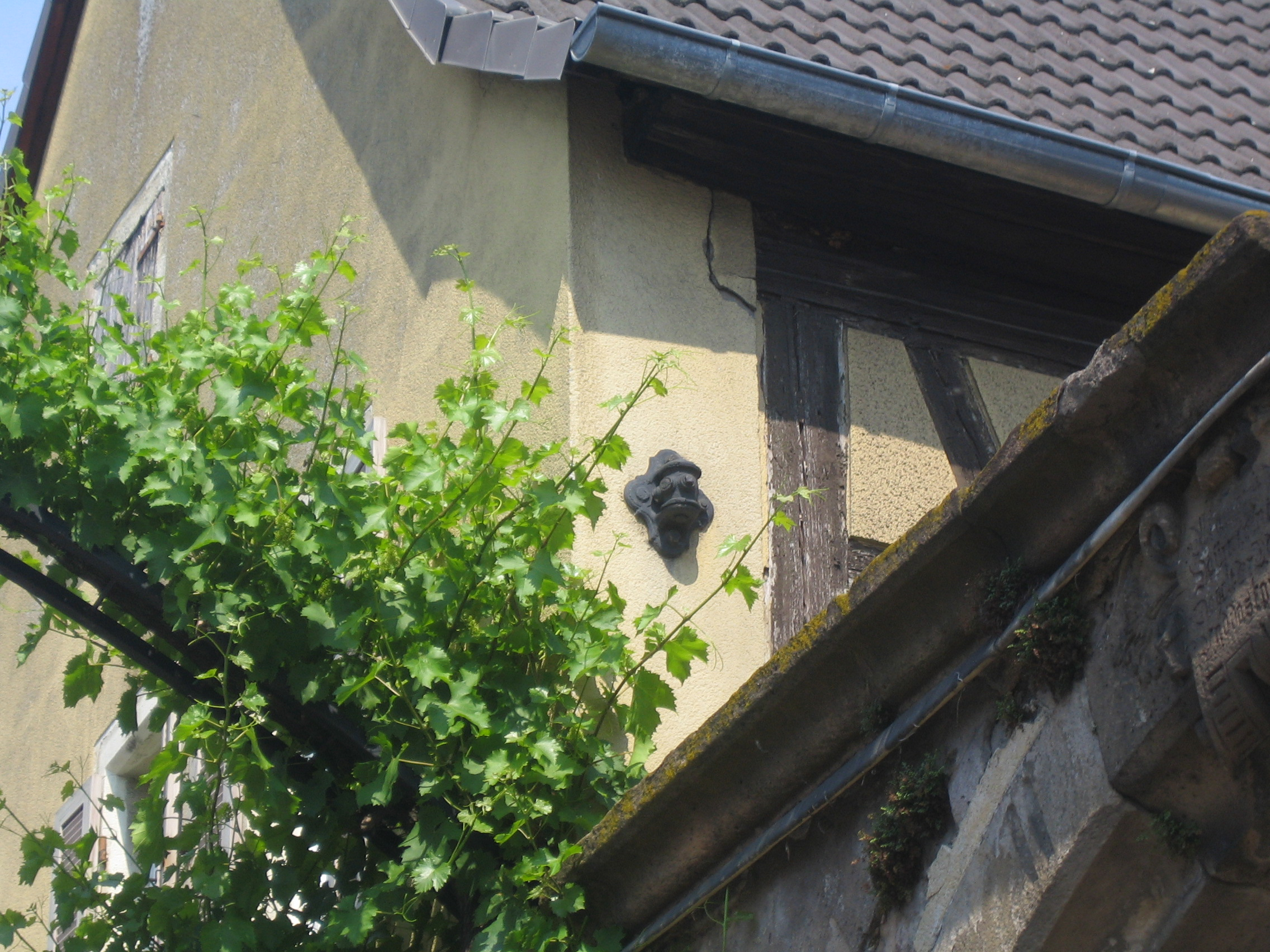
Ein Relikt der Pfälzer Oberlandbahn
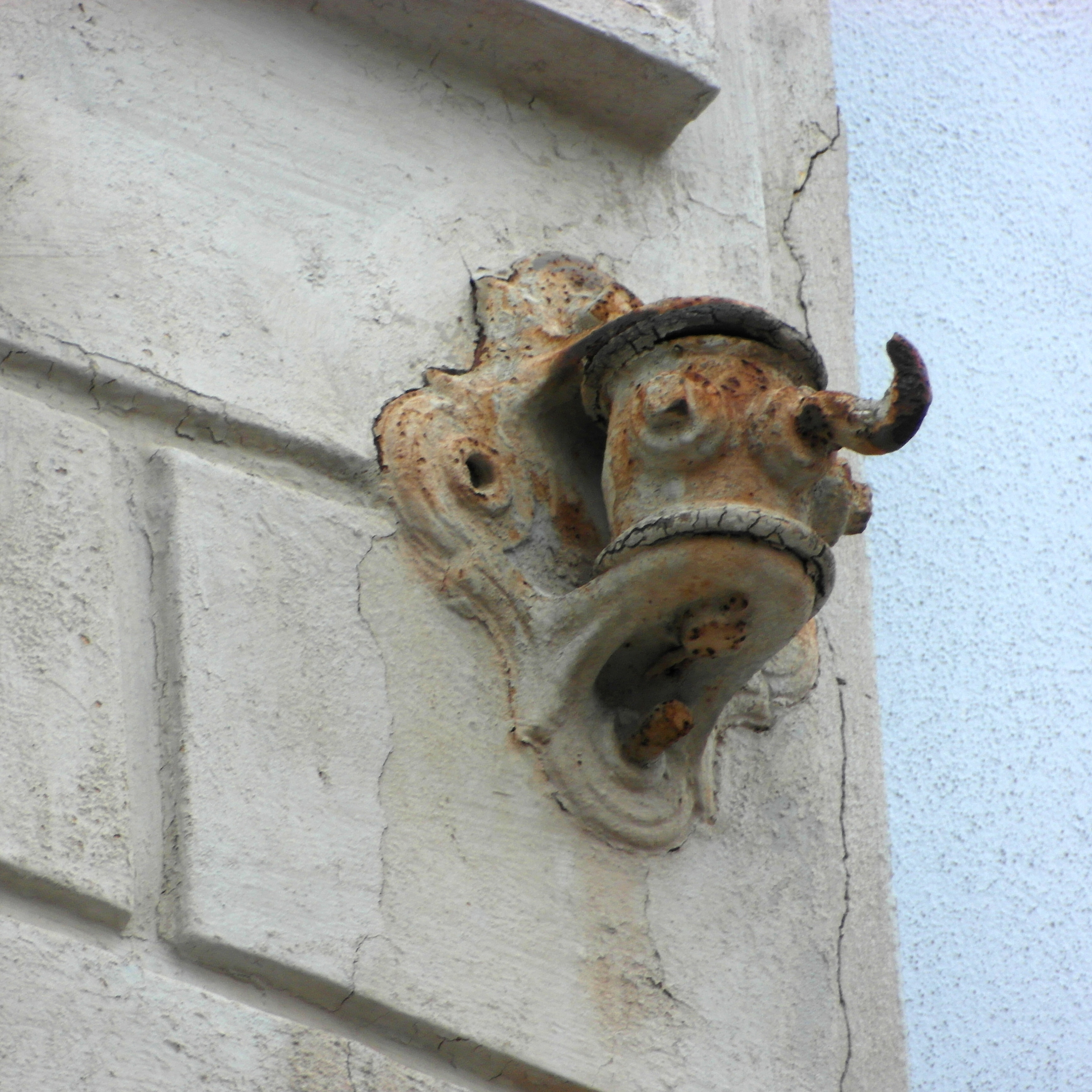
Über 80 Jahre ungenutzt (Fahrleitungsrosette der Straßenbahn Weimar am Markt 2 in Weimar)
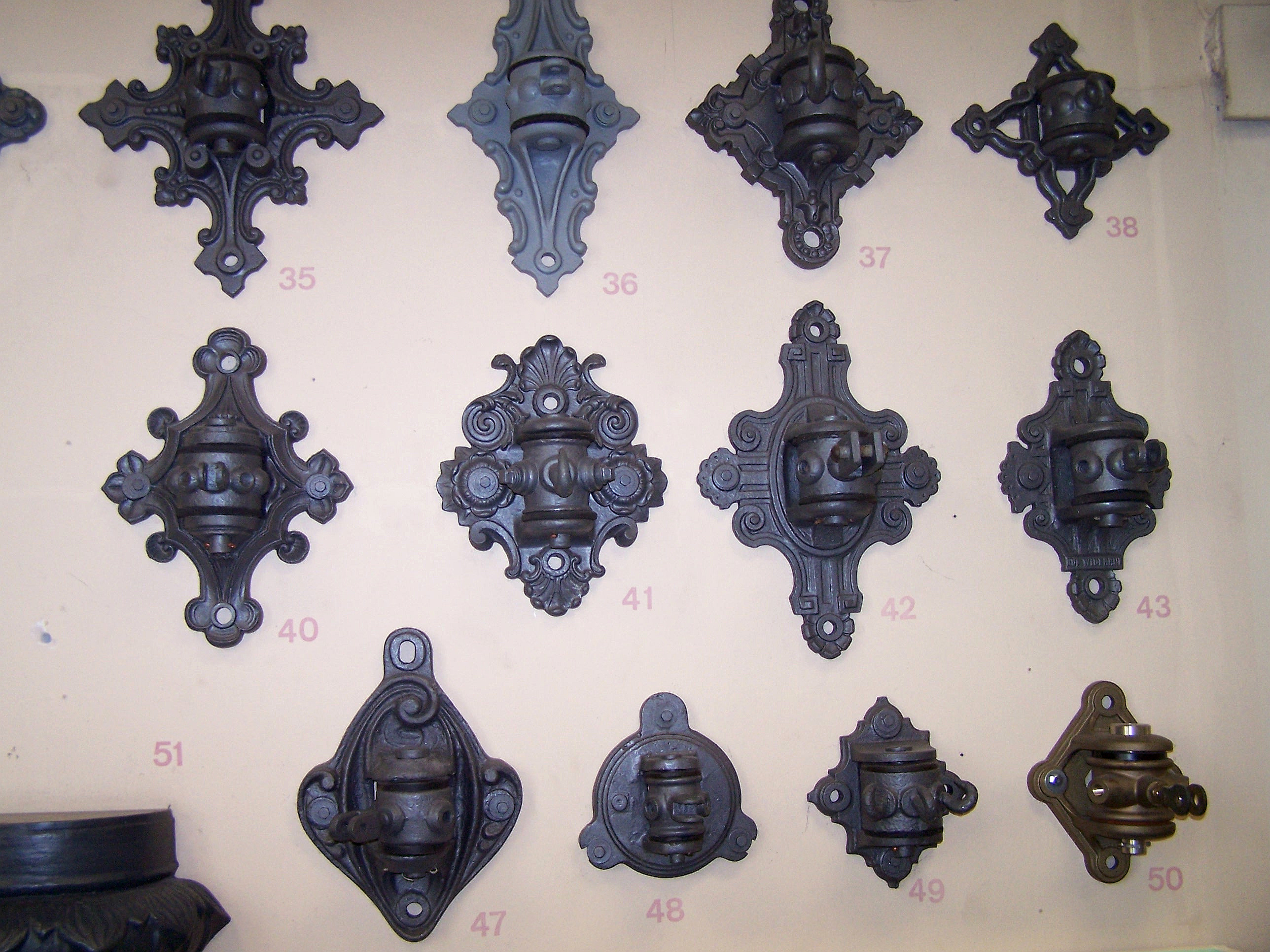
Sammlung im Verkehrsmuseum Frankfurt am Main

## Gegenwart
Bei noch in Betrieb befindlichen Straßenbahnnetzen ist der Fahrdraht in vielen Fällen nach wie vor mit den ursprünglichen Oberleitungsrosetten an Hauswänden befestigt. Oft sind dabei diese Rosetten „getarnt“ und wurden bei gelegentlichen Renovierungen der Fassaden in der gleichen Farbe überstrichen.

Häufig sind solche Rosetten heute Gegenstand der Eisenbahnarchäologie und die einzigen Relikte, welche an längst eingestellte Straßenbahnstrecken oder gänzlich aufgegebene Straßenbahnbetriebe erinnern. In Hamburg beispielsweise halten bis heute circa 600 dieser Fundstücke die ehemalige Straßenbahn im Bewusstsein, obwohl deren letzte Linie schon 1978 eingestellt wurde. Vereinzelt hängen Rosetten noch heute an Häusern, vor denen der Straßenbahnverkehr 1943 (in Hamburg-Eimsbüttel die Waterloostraße) oder auch früher (so 1923 – in Hamburg-Ottensen die Arnoldstraße 22) beendet wurde. Zum Teil werden derartige technische Denkmale von den Hausbesitzern an den Fassaden als Besonderheit gezeigt.

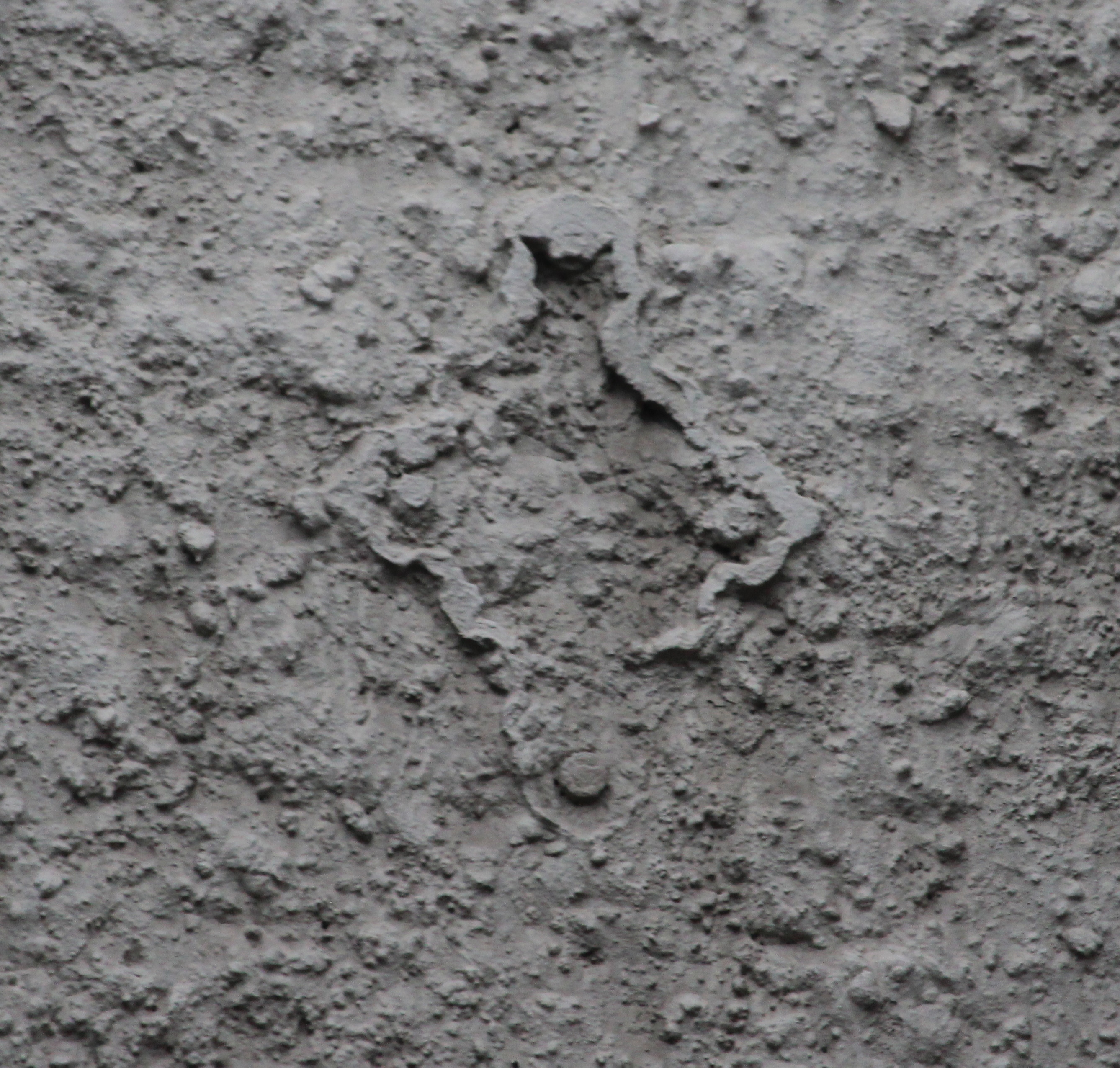
Reste der Rosette in der Arnoldstraße 22, Hamburg-Ottensen

Zudem werden diese Oberleitungsrosetten vereinzelt auch heute neu angewendet. Der Straßenquerschnitt wird nicht durch zusätzliche Masten eingeengt, dies kommt der nutzbaren Gehwegbreite zugute. Typisch sind bei derartigen Rosetten einfache Formen und korrosionsbeständiges Material, bei ausreichend festen Gebäudestrukturen auch einfache Wandhaken. So ließen die Stuttgarter Straßenbahnen im Zuge der 2007 erfolgten Umstellung von Linie 15 auf Stadtbahnbetrieb einige Wandrosetten nach historischen Vorbildern nachproduzieren. Diese sind in der Stuttgarter Alexanderstraße verwendet worden. In Gmunden wurden an den historischen Hausfassaden der Altstadt für die 2018 eröffnete Strecke der Lokalbahn Gmunden–Vorchdorf zwischen Franz-Josef-Platz und Klosterplatz neue, historisierende Rosetten angebracht.

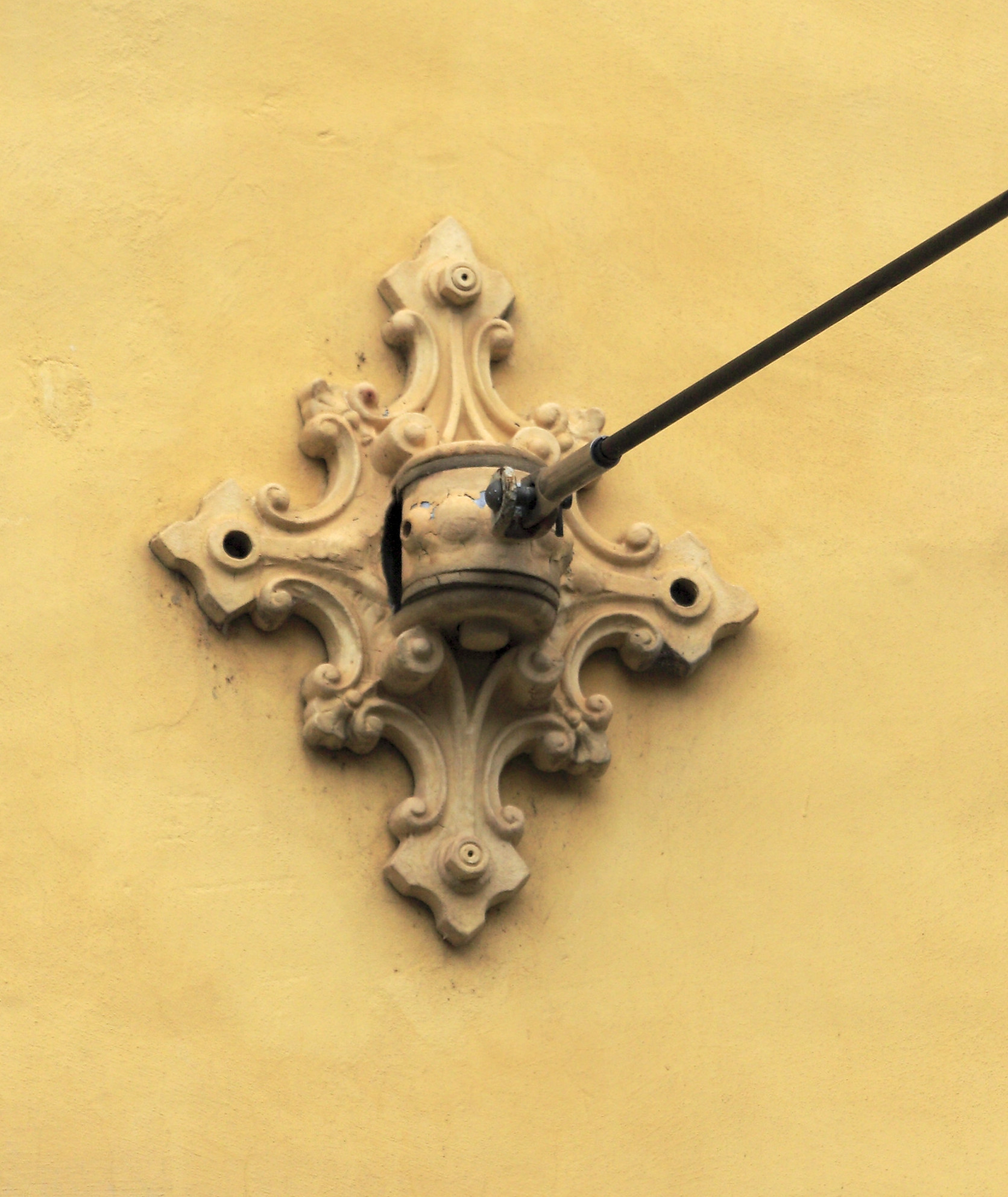
Wiedereingebaute Rosette am Erfurter Stadtmuseum
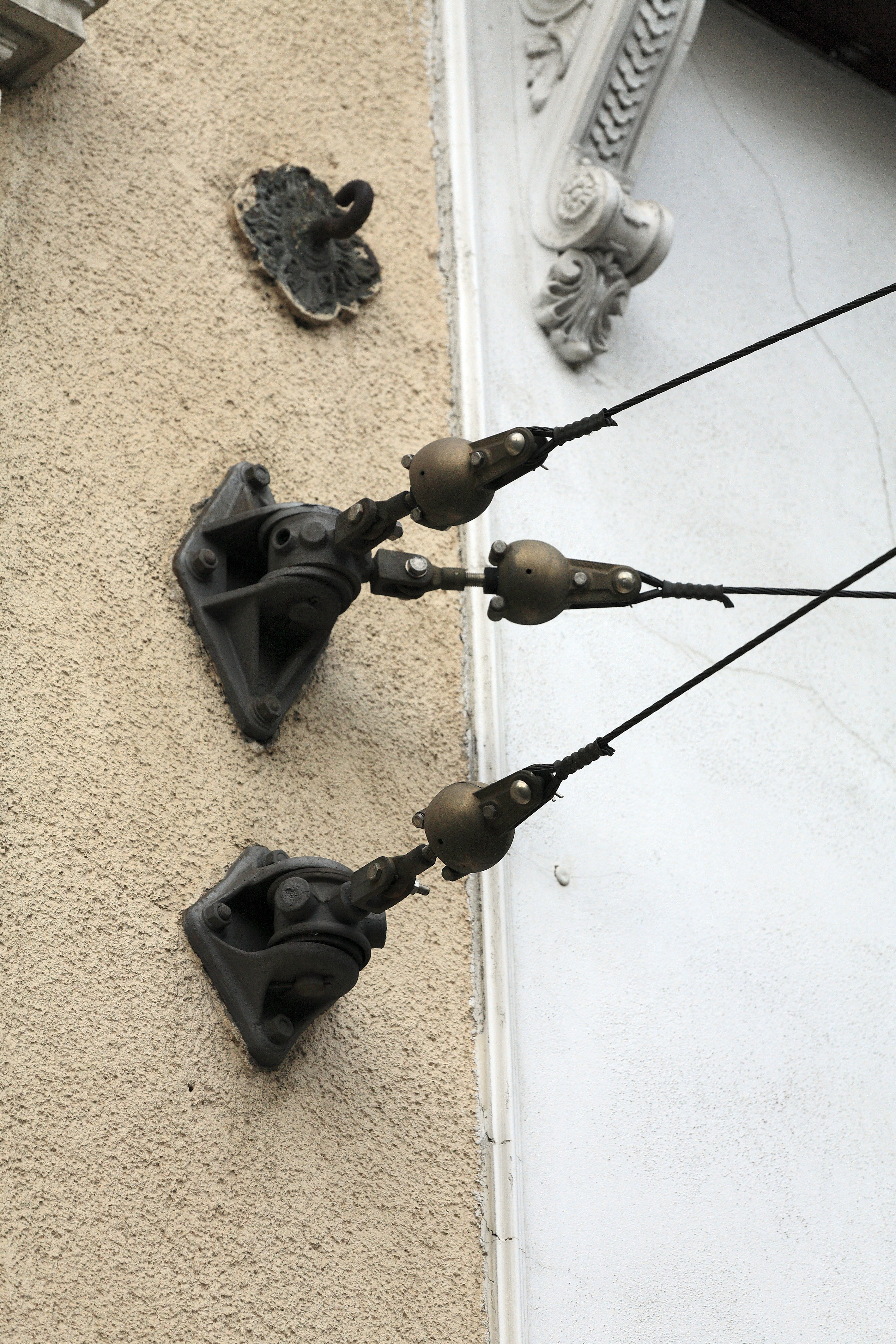
Leipzig, Emmausstraße
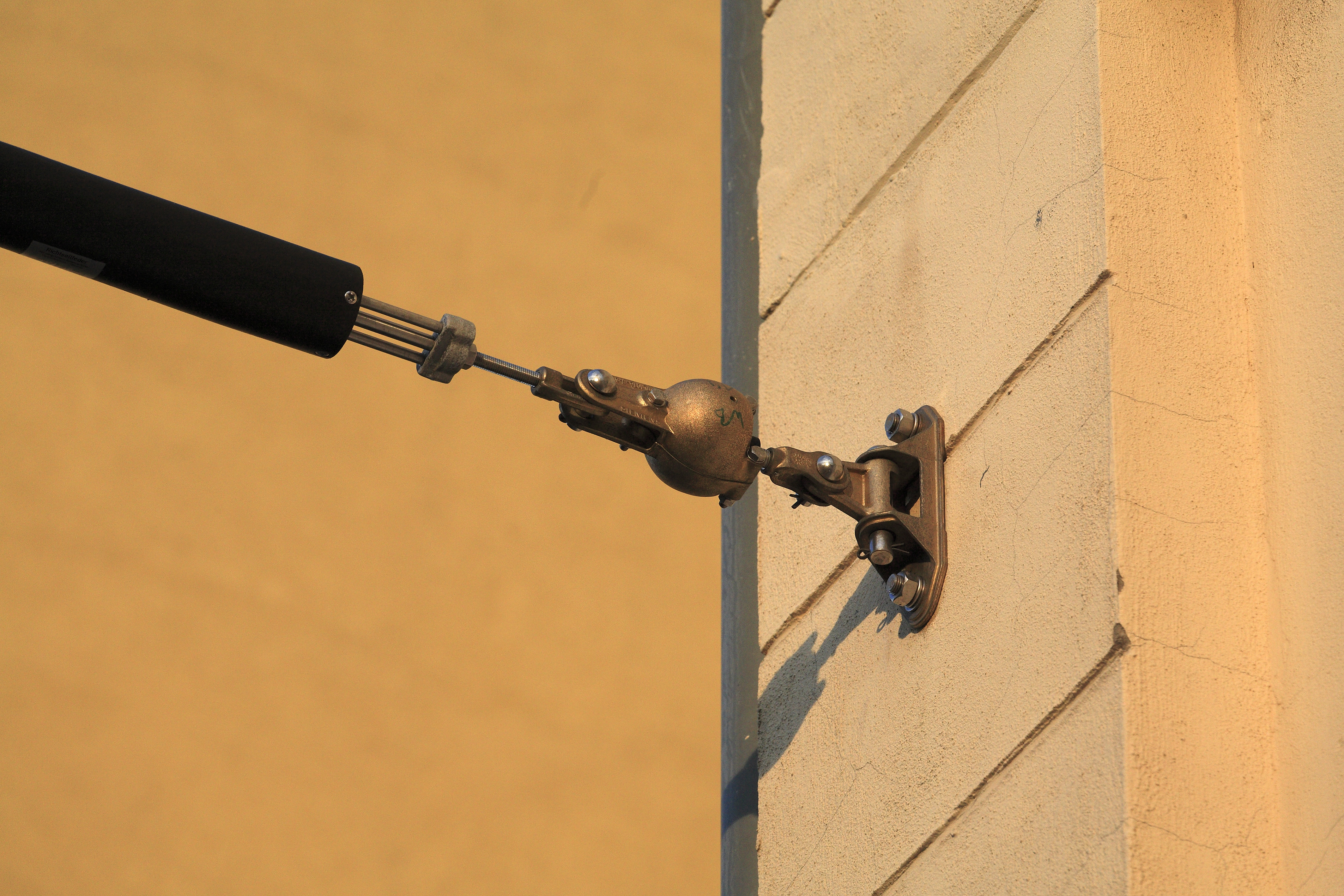
Neu eingebaute Rosette aus korrosionsfestem Material
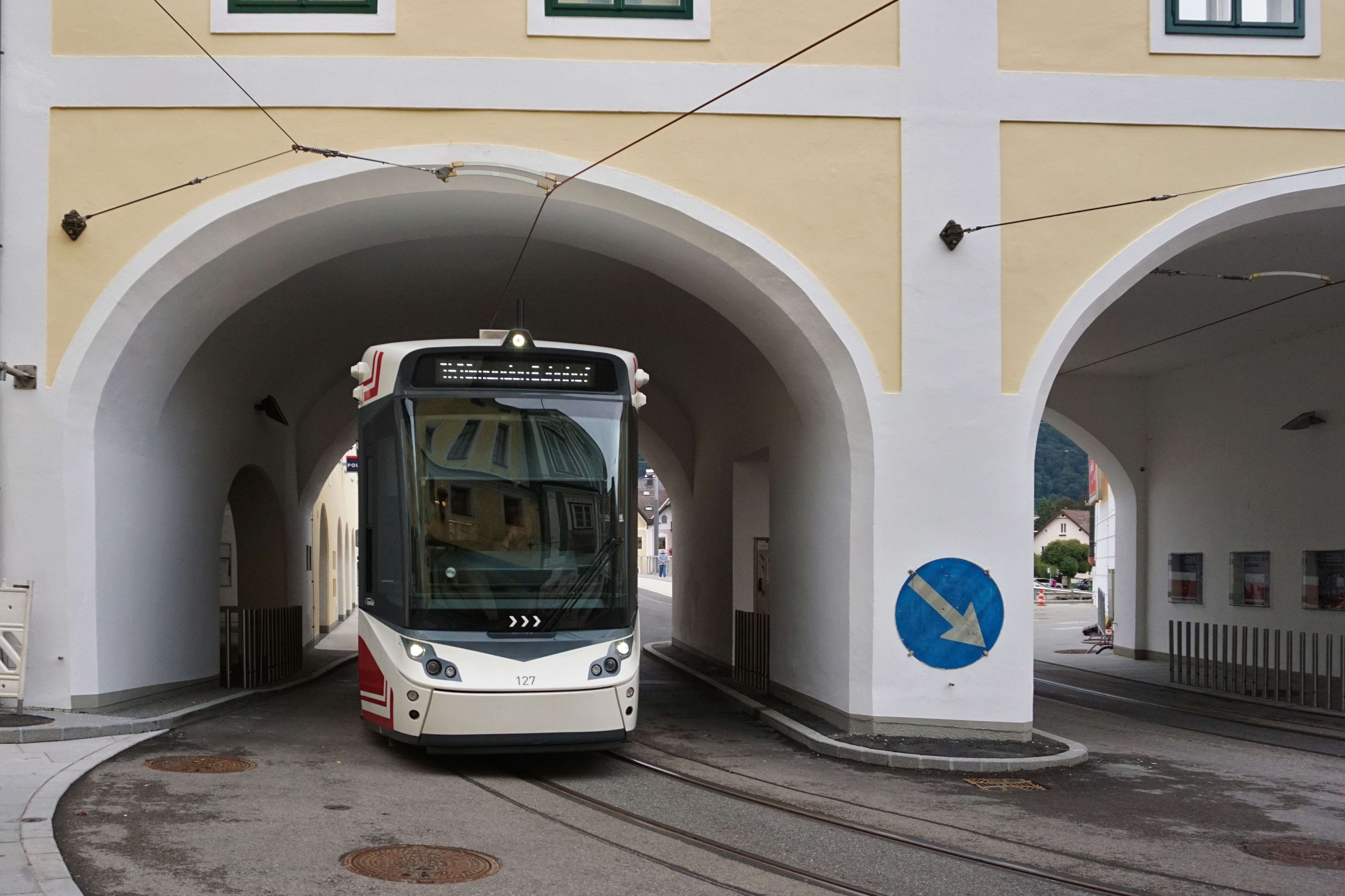
Neue Rosetten am Gmundner Kammerhof

## Freunde der Tram-Rosetten
Bereits seit 1990 werden Oberleitungsrosetten europaweit durch die Aberdeen Tramway Rosette Appreciation Society (ATRAS) dokumentiert.